# Toxopsiella nelsonensis
Toxopsiella nelsonensis är en spindelart som beskrevs av Forster 1979. Toxopsiella nelsonensis ingår i släktet Toxopsiella och familjen Cycloctenidae. Inga underarter finns listade i Catalogue of Life.